# Uduba funerea
Espèce
Uduba funerea est une espèce d'araignées aranéomorphes de la famille des Udubidae.

## Distribution
Cette espèce est endémique de la région Betsiboka à Madagascar,. Elle se rencontre vers Maevatanana.

## Description
La femelle holotype mesure 22 mm.

## Systématique et taxinomie
Cette espèce a été décrite par Simon en 1906. Elle est placée en synonymie avec Uduba dahli par Lehtinen en 1967. Elle est relevée de synonymie par Griswold, Ubick, Ledford et Polotow en 2022.

## Publication originale
- Simon, 1906 : « Étude sur les araignées de la section des cribellates. » Annales de la Société entomologique de Belgique, vol. 50, p. 284-308 (texte intégral).